# Кодзоева, Тамара Берсановна
Тама́ра Берса́новна Кодзо́ева (28 сентября 1922 — 6 декабря 1996) — Заслуженный врач Чечено-Ингушской АССР и РСФСР, член Союза писателей Чечено-Ингушетии, депутат Верховных Советов Чечено-Ингушской АССР и РСФСР, заместитель председателя Совета Министров Чечено-Ингушетии.

## Биография
Родилась в семье инженера. Училась в Северо-Осетинском медицинском университете. Завершать учёбу пришлось уже в Казахстане: в 1944 году чеченцы и ингуши были депортированы. Кодзоева окончила Казахский государственный университет. В 1946—1956 годах работала главным врачом санитарной части консервного завода, где главным технологом был её отец.
После возвращения на Родину работала врачом скорой помощи в Грозном. В 1959 году была назначена заведующей городским отделом здравоохранения. В 1963 году стала первым заместителем председателя Верховного Совета Чечено-Ингушской АССР. С 1967 года — первый заместитель министра здравоохранения Чечено-Ингушетии, затем — главный врач специальной горбольницы Грозного.
В 1966 году окончила Грозненский педагогический институт. Ею были написаны и изданы несколько книг рассказов.